# Szwadron Milicji Konnej Lubelskiej mjr. Kajetana Frankowskiego
Szwadron Milicji Konnej Lubelskiej – polski oddział kawalerii wchodzący w skład wojsk powstańczych okresu insurekcji kościuszkowskiej.

## Formowanie
Szwadron sformowany został na przełomie września i października 1794 w województwie lubelskim przez mjr. Kajetana Frankowskiego. Początkowo miał on być organizowany jako pułk ziemiański, a organizowany był z konnych zastępców lubelskich. 10 października szwadron liczył 102 konnych, a 16 października na Pradze znajdowało się „w szeregu” 114 osób i 114 koni.  W końcu miesiąca szwadron odesłany został do Warszawy. Liczył wtedy 177 osób i 73 konie. 3 listopada szwadron Frankowskiego nadal stał w Warszawie i prawdopodobnie nie uczestniczył w obronie Pragi.

## Żołnierze szwadronu
Organizatorem  szwadronu i jego dowódcą był były oficer gwardii konnej koronnej mjr Kajetan Frankowski.